# Ангер, Норберт
Норберт Ангер (нем. Norbert Anger, род. в 1987 году во Фрайтале, Дрезден) — немецкий виолончелист, лауреат международных конкурсов.
В 2002—2006 годах Н. Ангер обучался в Специальной музыкальной школе в Дрездене, а в 2006—2010 годах — в Берлинском университете искусств.
В 2006 году Н. Ангер завоевал первую премию на конкурсе виолончелистов имени Д. Габриелли в Берлине, в 2009 году — третью премию конкурса виолончелистов имени М. Л. Ростроповича в Париже, в 2010 году — первую премию конкурса «Deutscher Musikwettbewerb» в Бонне. В 2011 году он был удостоен четвёртой премии на XIV Международном конкурсе имени П. И. Чайковского.